# Marta Hermida
Marta Hermida Herráez (Madrid, 20 de mayo de 1997) es una jugadora española de baloncesto de Liga Femenina. Juega de base y escolta. Mide 1,76 m.

## Trayectoria
Empezó en su Madrid natal jugando en las filas de Majadahonda y Torrelodones.
Hija de deportistas; su padre, Ángel Hermida fue olímpico con la selección de balonmano, Marta Hermida es de la generación más prolífica en bases de la última época. Nacida en el 97, compartió selecciones de formación con Maite Cazorla, Laia Raventós o Clara Ché.
De ahí llegó al Rivas Ecópolis. Ahí debutó en Liga Femenina y Euroliga antes emigrar a la Universidad de Boise State, donde consiguió 3 anillos, a la vez que estudiaba un grado en Ingeniería.
En esta universidad, en las filas de las Broncos, consiguió el primer triple-doble en 35 años que se veía en esa facultad. Hermida completó el partido con 22 puntos, 11 rebotes y 10 asistencias. Una carrera exitosa en Boise State que acabó con el título de conferencia en su última temporada.
Tras su fructífero periplo universitario, regresó a España con el Spar Gran Canaria. Su buen rendimiento en las islas durante temporada y media llamó la atención de Leganés. En su regreso a Madrid, Marta Hermida fue una de las revelaciones de la Liga Femenina Endesa, candidata a Revelación Nacional durante el último año. 
Durante el tramo final de temporada 2022/23 Marta Hermida jugó en el Landerneau francés con el que consiguió la permanencia en la máxima categoría. Y en ese verano, la madrileña repitió experiencia en Australia con Ringwood Hawks, donde volvió a conseguir un nuevo el título de liga. 
Para la temporada 2023-24 fichó por el Kutxabank Araski AES, de Vitoria.

## Clubes
- Club Baloncesto Majadahonda.
- Club Baloncesto Torrelodones.
- 2017-19 Rivas Ecópolis, Liga Femenina.
- Broncos, Universidad Boise State, Idaho. USA.
- 2020-21 Spar Gran Canaria, Liga Femenina.
- 2021-23 Innova-TSN Leganés, Liga Femenina.
- -2023 Landerneau, Francia.
- 2023 Ringwood Hawks, Australia.
- 2023-2024: Araski AES Kutxabank, Liga Femenina.
- 2024: Panteras de Aguascalientes, Liga Femenil de México